# 罗伯特·科恰良
罗伯特·谢德拉克·科恰良（發音：[rɔˈbɛɾt sɛtʰɾɑˈki kʰɔtʃʰɑɾˈjɑn]；1954年8月31日—），亚美尼亚工程师、政治家，曾任纳戈尔诺-卡拉巴赫总理（1992年－1994年）、纳戈尔诺-卡拉巴赫总统（1994年－1997年）、亚美尼亚总理（1997年－1998年）和亚美尼亚总统（1998年－2008年）。 

## 经历
1972年至1974年，在苏联军队服役。1975年至1976年，在斯捷潘纳克特和莫斯科的不同企业工作。1977年至1982年，就读于埃里温州理工学院电气工程系。1980年至1981年，在斯捷潘纳克特电气工程厂担任机械工程师。1981年至1985年，在康索莫尔联盟斯捷潘纳克特镇委员会担任不同职务，包括助理秘书职位。1986年，任苏联斯捷潘纳克特共产党镇委员会讲师。1987年至1989年，任卡拉巴赫苏维埃丝绸厂党组织负责人。
1988年，成为要求脱离阿塞拜疆苏维埃社会主义共和国和以后与亚美尼亚联合的阿拉赫运动的领导人，成为克鲁克集团成员，领导米苏姆组织。1989年至1995年，两次当选为亚美尼亚最高委员会代表和最高苏维埃主席团成员。1991年至1992年，纳戈尔诺-卡拉巴赫共和国最高联盟成立。
1992年至1994年，出任纳戈尔诺-卡拉巴赫第二任总理。1994年至1997年，出任纳戈尔诺-卡拉巴赫首任总统。1997年至1998年，担任亚美尼亚第六任总理。1998年至2008年，担任亚美尼亚第二任总统。